# Комплесо Рједукационе Минориле (Лече)
Комплесо Рједукационе Минориле (итал. Complesso Rieducazione Minorile) је насеље у Италији у округу Лече, региону Апулија.
Према процени из 2011. у насељу је живело 95 становника. Насеље се налази на надморској висини од 25 м.